# Esagila

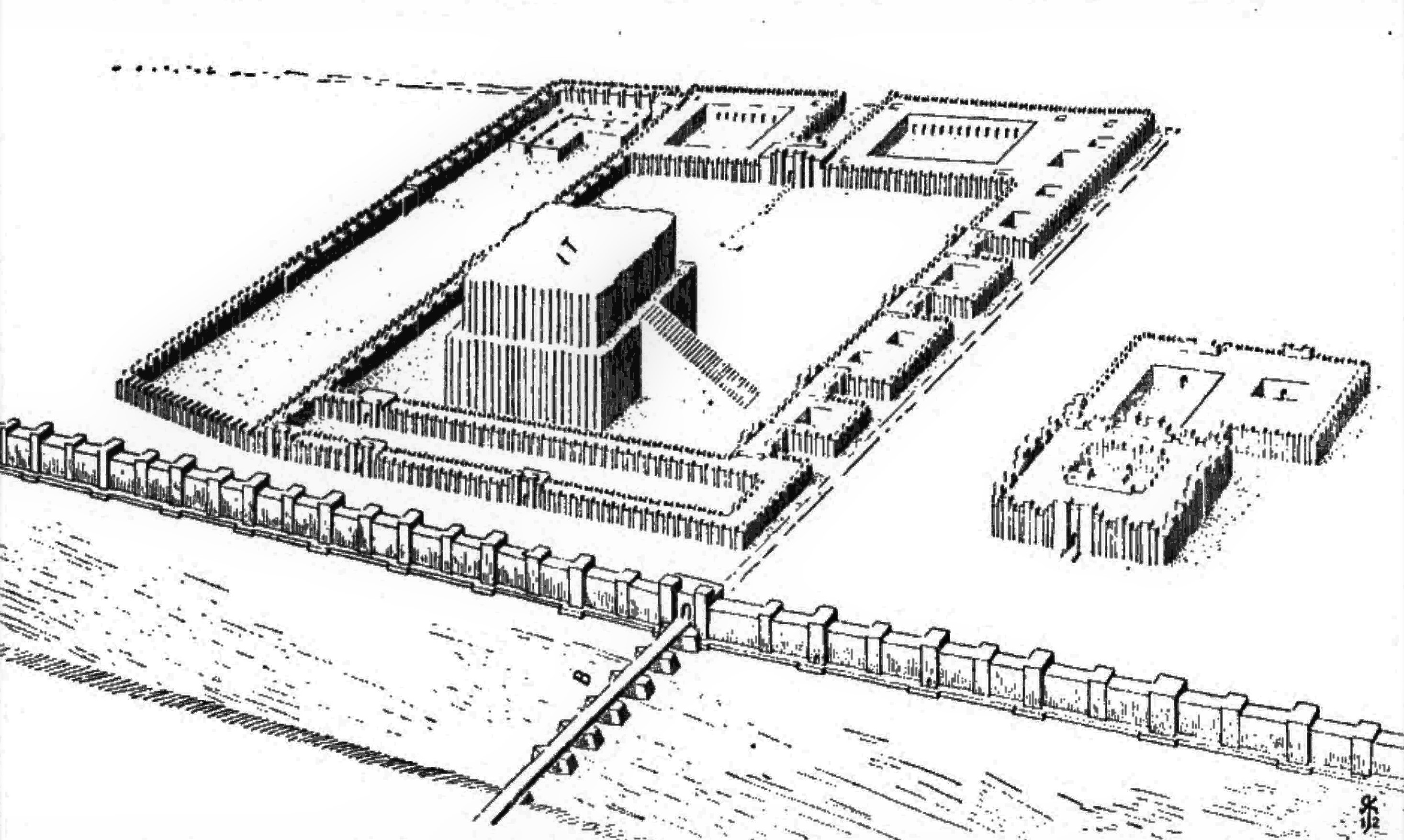
Esagila la sud, Etemenanki la nord. Reconstrucție din 1914.

Esagila era un templu important al religiei mesopotamiene care se afla în orașul Babilon. Templul era consacrat zeului principal al Babilonului, Marduk, și era considerat centrul religios al orașului. Esagila era o construcție impresionantă, compusă din mai multe clădiri. Era situată la sud de ziguratul Etemenanki, care era considerat una dintre cele mai mari clădiri din lumea antică.
Templul a fost reconstruit de regele Imperiului Neo-Asirian Asarhadon și și-a căpătat forma finală în timpul domniei regelui neo-babilonean Nebucadnezar al II-lea. Încă în sec. al II-lea î.Hr. era un centru al culturii babilonene și al scrierii cuneiforme, dar sub Imperiul Part a decăzut treptat și în sec. I î.Hr. a devenit ruină.
A fost descoperit de arheologul german Robert Koldewey în 1900.